# Joseph Bradley Varnum
Joseph Bradley Varnum, född 29 januari 1751 i Dracut, Massachusetts, död där 21 september 1821, var en amerikansk politiker (demokrat-republikan). Han var talman i USA:s representanthus 1807-1811 och president pro tempore i USA:s senat 1813-1814. Han var bror till general James Mitchell Varnum.
Varnum var jordbrukare innan han blev politiker. Han deltog i nordamerikanska frihetskriget. Han var sedan ledamot av Massachusetts House of Representatives, underhuset i delstatens lagstiftande församling, 1780-1785. Han var ledamot av delstatens senat 1786-1795 och 1817-1821.
Varnum var ledamot av USA:s representanthus 1795-1811 och ledamot av USA:s senat 1811-1817. Hans grav finns på Varnum Cemetery i Dracut.